# Song for the Lonely
«Song For The Lonely» —literalmente en español, «Canción para el solitario»— es una canción de la artista estadounidense Cher de 2002. Fue estrenada como primer sencillo de su vigésimo cuarto álbum de estudio Living Proof en los Estados Unidos y como segundo sencillo en el continente europeo. La artista promocionó su disco interpretando la canción en diversos programas de televisión y en su gira The Farewell Tour.

## Información y lanzamiento
Cher grabó «Song For The Lonely» en el verano de 2001 en Londres con motivo del lanzamiento de su vigésimo cuarto álbum Living Proof, declarándola desde el principio como su favorita. Sin embargo, tras los atentados del 11 de septiembre del mismo año en Estados Unidos, Cher dio un nuevo concepto a su canción. En una entrevista con Larry King, Cher declaró haber pensado «Song For The Lonely» como una canción de amor, pero tras los ataques, pensó que era oportuna para la ocasión.
Ella declaró lo siguiente:

Tras el 9/11, estaba escuchando el álbum un día y empecé a escuchar esta canción, y de repente tuvo un significado completamente diferente para mí pues, cuando escuché las palabras, ya sabes, «cuando los héroes caen en amor y en guerra, viven por siempre».

También declaró que «Song For The Lonely» era una de las mejores canciones que había cantado, pues según ella, antes de los ataques «vivíamos aún en un mundo de inocencia [...] y como el mundo ha cambiado tan dramáticamente, la letra tiene un peso diferente. Es de mayor peso aunque igualmente reconfortable. A lo largo de este último mes, varias personas me han dicho que la canción los ayudó enfrentar la situación. Que humilde cumplido».
Según el sitio web oficial de la artista, la canción le fue dedicada: 

...al valiente pueblo de Nueva York, especialmente a los bomberos, los policías, el alcalde Giuliani, al gobernador Pataki y mi amiga Liz.

Desde su estreno, la canción fue acogida positivamente por el público. James Lonten, gerente de la tienda discográfica Borders Books & Music en Nueva York y que publicitó el álbum Living Proof aun cuando no había llegado al mercado estadounidense, declaró: «Ponemos la canción en la tienda y literalmente paraliza a las personas. Es una canción de alto grado de emoción y afecto instantáneo». John Boulos, funcionario y vicepresidente del área promocional de Warner Bros. Records declaró: «Obviamente no estamos explotando [los eventos del 11 de septiembre] como medio para vender la canción, pero ha representado innegablemente el interés de la gente. Simplemente sentimos que tenemos una increíble canción de una legendaria artista. Esa es una combinación poderosa que hay que llevar a la calle».
«Song For The Lonely» fue lanzado como primer sencillo de Living Proof en los Estados Unidos y como segundo sencillo en Canadá. Estuvo a punto de salir al mercado como tercer sencillo en Europa tras «Alive Again», pero por problemas con la disquera, fue segundo. De igual manera, la canción también salió al mercado en forma de disco promocional y fue enviada con anterioridad a diversas estaciones radiales europeas.

## Video musical

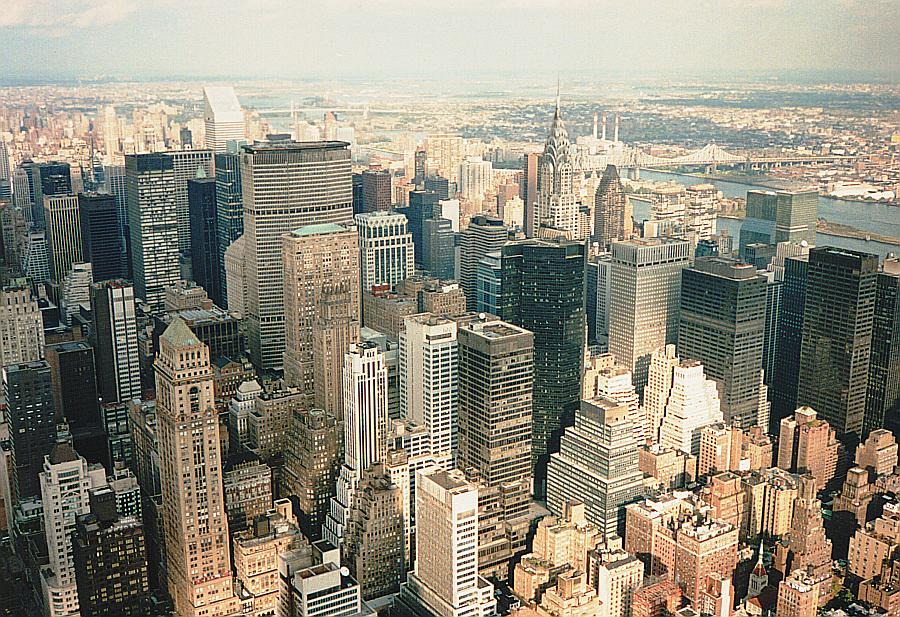
Los rascacielos de Nueva York aparecen siendo construidos a medida que el vídeo avanza. Una toma de las Torres Gemelas en el horizonte de Manhattan aparece en un punto, a pesar de haber sido derribadas con meses de anterioridad en los atentados del 11 de septiembre.

El video musical de «Song for the Lonely» fue dirigido por Stu Maschwitz y es uno de los más elaborados de su videografía. Muestra a Cher caminando a través de las calles de la ciudad de Nueva York. Inicia en un punto del siglo XIX, aunque ella lleva ropa de la modernidad. Al comienzo, el tono predominante es sepia para luego pasar a blanco y negro, y por último a color; estos cambios de color son correspondientes con la época representada en el video, que avanza a través del siglo XX hasta el siglo XXI. Dado que el video muestra una línea de tiempo de la ciudad, diversos edificios y rascacielos aparecen progresivamente. El video intercala imágenes de Cher vestida de blanco contrastando un fondo negro y recitando la canción. A medida que avanza por la ciudad, diversas personas se unen a ella en su recorrido. Al final, una gran multitud la ha seguido, gente proveniente de diversas épocas.
La popularidad de la canción en los clubes fue amplio, por lo cual Dan-O-Rama creó dos videos adicionales basado en las mezclas «Song for the Lonely (Almighty Remix)» y «Song for the Lonely (Thunderpuss Remix)». Estos videos solo utilizaron las imágenes de Cher vestida de blanco y recitando la canción, y el fondo negro fue cambiado por efectos visuales de varios colores y fueron añadidas las siluetas de dos bailarines y varias fotografías promocionales de Living Proof. Durante la gira The Farewell Tour, los videos de Dan-O-Rama acompañaron a la cantante mientras interpretaba la canción. En 2002, el video fue estrenado de forma limitada en versión VHS en los Estados Unidos.
También fue incluido en la recopilación The Very Best of Cher: The Video Hits Collection de 2003. El final de la versión contenida allí es sustancialmente distinta a la original. En la versión original, el final muestra una toma aérea de Nueva York alejándose en el horizonte, en la versión de la recopilación, Cher aparece superpuesta sobre esta misma toma.

## Formatos de lanzamiento
Song for the Lonely US CD Maxi-Single
1. Song for the Lonely (Almighty Mix)
2. Song for the Lonely (Illicit Vocal Mix)
3. Song for the Lonely (Thunderpuss Club Mix)
4. Song for the Lonely (Thunderpuss Sunrise Mix)
5. Song for the Lonely (Almighty Radio Edit)
6. Song for the Lonely (Illicit Radio)
7. Song for the Lonely (Thunderpuss Club Mix Radio Edit)

Song for the Lonely US Promo CD
1. Song for the Lonely (Radio Edit)
2. Song for the Lonely (Album Version)

(This Is) A Song for the Lonely European Promo CD
1. (This Is) A Song for the Lonely (European Radio Edit)
2. (This Is) A Song for the Lonely (Album Version)

## Posicionamiento en listas

### Semanales
| País           | Lista                         | Mejor posición |      |      |      |      |      |
| 2002           | 2002                          | 2002           | 2002 | 2002 | 2002 | 2002 | 2002 |
| -------------- | ----------------------------- | -------------- | ---- | ---- | ---- | ---- | ---- |
| América        |                               |                |      |      |      |      |      |
| Canadá         | Canadian Singles Chart        | 18             |      |      |      |      |      |
| Estados Unidos | Billboard Hot 100             | 85             |      |      |      |      |      |
| Estados Unidos | Billboard Hot Dance Club Play | 1              |      |      |      |      |      |
| Estados Unidos | Adult Top 40                  | 31             |      |      |      |      |      |
| Estados Unidos | Adult Contemporary            | 11             |      |      |      |      |      |
| Estados Unidos | Mainstream Top 40             | 38             |      |      |      |      |      |
| Europa         |                               |                |      |      |      |      |      |
| Rumania        | Romanian Top 100              | 39             |      |      |      |      |      |

### Anuales
| País           | Lista                           | Mejor posición |      |      |      |      |      |
| 2002           | 2002                            | 2002           | 2002 | 2002 | 2002 | 2002 | 2002 |
| -------------- | ------------------------------- | -------------- | ---- | ---- | ---- | ---- | ---- |
| América        |                                 |                |      |      |      |      |      |
| Estados Unidos | Billboard Dance Club Songs      | 28             |      |      |      |      |      |
| Estados Unidos | Top Hot Dance Maxi-Single Sales | 3              |      |      |      |      |      |
| Estados Unidos | Billboard Hot 100 Singles Sales | 37             |      |      |      |      |      |